# Дубіївка (зупинний пункт)
Дубіївка — пасажирський зупинний пункт Коростенської дирекції Південно-Західної залізниці (Україна), розташований на дільниці Звягель I — Шепетівка між станціями Радулино (відстань — 5 км) і Майдан-Вила (5 км). Відстань до ст. Звягель I — 36 км, до ст. Шепетівка — 27 км.
Розташований у Шепетівському районі Хмельницької області, за 0,5 км на схід від однойменного села.
Відкритий у 2011 році.